# Bakhdida
Bakhdida ou Baghdeda (en syriaque : ܒܓܕܝܕܐ, en arabe : بخديدا), dénommé en turc ottoman Qaraqoch, Qaraquch, Karakoch ou Karakoch, est une ville du nord de l'Irak, dans le district d'Al-Hamdaniya de la province de Ninive. Il s'agit de la plus grande ville chrétienne d'Irak. 

## Description et histoire
L'ancien nom « Bakhdida » apparaît dans les manuscrits syriaques sous le nom de « Baith Khodida », qui signifie « la maison des dieux ».
La ville est située à environ 32 km au sud-est de Mossoul, à proximité des ruines des anciennes cités assyriennes de Nimroud et de Ninive.
La ville vit essentiellement de l'agriculture et du travail du cuir.
La grande majorité de ses habitants sont des arabes descendants des syriaques araméens, dont beaucoup parlent encore la langue araméenne. Plus de 96 % d'entre eux appartiennent à l'Église catholique syriaque, les autres à l'Église syriaque orthodoxe, et l'on compte quelques familles musulmanes.
Les vagues de violence qui ont frappé les chrétiens d'Irak depuis les années 2010 les ont conduits à se réfugier dans la plaine de Ninive. De nombreux réfugiés fidèles de l'Église catholique syriaque et de l'Église apostolique assyrienne de l'Orient se sont installés dans la ville.
Les langues parlées sont l'arabe ainsi que le syriaque, dans sa variante de la plaine de Ninive. 
Le 6 août 2014, Qaraqoch tombe aux mains des djihadistes de l'État islamique. Les pechmergas se replient sans combattre et la population s'enfuit pendant la nuit pour se réfugier au Kurdistan. Pendant deux ans, la ville est occupée par les djihadistes qui saccagent la cathédrale et plusieurs bâtiments. Au cours de cette période, la ville est pratiquement vide de toute population civile, seul un tout petit nombre d'habitants chrétiens restent sur place,. Qaraqoch est reprise par l'armée irakienne et les milices chrétiennes des NPU et du groupe Babylone le 22 octobre 2016, lors de la bataille de Mossoul,,,. Après les combats, la ville est en grande partie détruite : 36 % des maisons ont été incendiées par les djihadistes et 62 % ont été endommagées par les combats.
Le 26 septembre 2023, un incendie s'est déclaré dans la salle de mariage d'Al Haytham lors d'un mariage chrétien dans la ville, tuant au moins 114 personnes et en blessant 150.

## Édifices religieux
La ville compte plusieurs édifices religieux saccagés par les djihadistes entre 2014 et 2016, dont la cathédrale al-Tahira (de l'Immaculée-Conception), incendiée et vandalisée, l'église Saint-Jean ou encore l'église Saint-Paul, laquelle avait été transformée en mosquée.
L’église Mart Schmouni de Qaraqosh dispose d'un portail royal dont le linteau et les montants sont ornés de bas reliefs du XIIe siècle représentant des personnages de type mongol (enfants de Mart Shmouni, Maccabées, personnage tenant deux lions en laisse...).

## Culture
Entre la fin du XIXe siècle et le début du XXe siècle, à l'occasion des fêtes chrétiennes et les dimanches, les femmes de Qaraqoch ont coutume de revêtir un costume brodé propre à la mode vestimentaire du nord de l'Irak. Ce style de robe présente quelques similitudes avec les vêtements traditionnellement portés par les Kurdes et les Yazidis. Faites de laine ou de poil de chèvre et de fils de coton satiné, ces robes sont fabriquées par les habitants de chaque village : une fois la laine tondue, lavée puis filée, elle est teintée avec des couleurs naturelles, suivant les ressources de la région. Le plus souvent, la robe est de couleur noire. Le costume évolue et se dote de couleurs plus chaudes et éclatantes lorsque les habitants substituent à l'artisanat de tissage manuel l'usage d'une machine pour fabriquer les tissus. Les femmes de Qaraqoch se distinguent dans la confection de ces robes, lesquelles reflètent leur patrimoine et leur culture. Elles privilégient notamment les références naturelles dans la broderie du panneau central, en particulier des fleurs (chrysanthèmes, anémones, jasmins), des arbustes, des oiseaux, ou encore des caprinés. Figurent parfois de petits personnages, hommes et femmes : c'est notamment le cas d'une robe brodée chuqta recueillie à Qaraqoch par le père Patak, aujourd'hui conservée par le musée du Quai Branly à Paris. La robe s'accompagne également d'un manteau (tcharouka), étoffe en laine de forme rectangulaire brodée dans le même style que la robe. À Qaraqoch, ce manteau a la spécificité d'être brodé de manière assez dense sur de la laine colorée, là où celle exécutée dans les régions des Yazidis, moins riches, est réalisée sur de la laine blanche.

## Études
- Christian Lochon, Qaraqoche ou la disparition des chrétiens de la plaine de Ninive, dans Perspectives et Réflexions no 3, 2015, Œuvre d'Orient, Paris

## Personnalités liées
- Basile Georges Casmoussa (1938), évêque syro-catholique de Mossoul ;
- Yohanna Petros Mouche (1943), évêque syro-catholique de Mossoul.